# Kane Brown

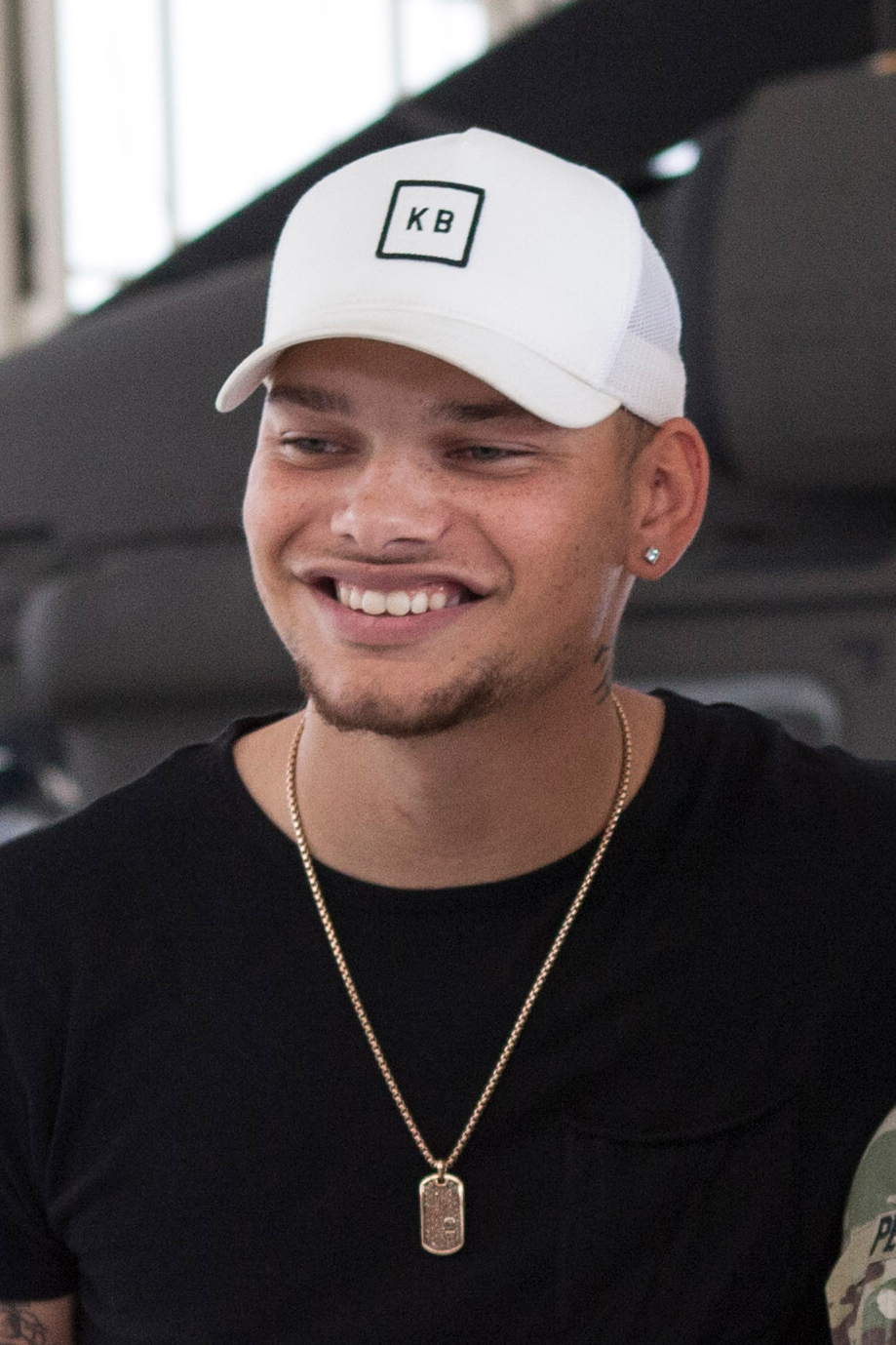
Kane Brown, 2018

Kane Brown (* 21. Oktober 1993 in Chattanooga, Tennessee) ist ein US-amerikanischer Country-Sänger.

## Karriere
Aufgewachsen ist Kane Brown in Tennessee und erst in der High School begann er, sich aktiv für Musik zu interessieren. Zuerst tendierte er zu R&B-Musik, in der elften Klasse gewann er aber einen Talentwettbewerb mit dem Countrysong Gettin’ You Home (The Black Dress Song) von Chris Young. Daraufhin veröffentlichte er weitere Coveraufnahmen von Brantley Gilbert, Alan Jackson und anderen im Internet. Dort hatte er auch 2014 mit 21 Jahren seinen ersten Erfolg mit dem selbst geschriebenen Lied Don’t Go City on Me.
Als Nächstes veröffentlichte er seine erste EP mit dem Titel Closer, mit der er sofort nicht nur in die Top 10 der Countrycharts, sondern auch auf Platz 40 der offiziellen US-Albumcharts kam. Mit dem Song Used to Love You Sober schaffte er es anschließend auch in die Singlecharts. Für das Lied bekam er eine Goldene Schallplatte. Es wurde auch auf die zweite EP Chapter I aufgenommen, die im Frühjahr 2016 bei RCA Nashville erschien, wo er zuvor einen Plattenvertrag unterschrieben hatte. Die EP kam sogar in die Top 10 der offiziellen Charts.
Es folgten mehrere kleinere Countryhits, darunter Ain’t No Stopping Us Now, das ihn zum zweiten Mal in die Hot 100 brachte und der erste Song aus seinem Debütalbum war. Das Album Kane Brown erschien Anfang Dezember und stieg auf Platz 1 der Countrycharts ein, in den offiziellen Albumcharts erreichte es Platz 5.

## Diskografie
Studioalben

| Jahr | Titel Musiklabel                 | Höchstplatzierung, Gesamtwochen, AuszeichnungChartplatzierungen (Jahr, Titel, Musiklabel, Platzierungen, Wochen, Auszeichnungen, Anmerkungen) | Höchstplatzierung, Gesamtwochen, AuszeichnungChartplatzierungen (Jahr, Titel, Musiklabel, Platzierungen, Wochen, Auszeichnungen, Anmerkungen) | Höchstplatzierung, Gesamtwochen, AuszeichnungChartplatzierungen (Jahr, Titel, Musiklabel, Platzierungen, Wochen, Auszeichnungen, Anmerkungen) | Höchstplatzierung, Gesamtwochen, AuszeichnungChartplatzierungen (Jahr, Titel, Musiklabel, Platzierungen, Wochen, Auszeichnungen, Anmerkungen) | Höchstplatzierung, Gesamtwochen, AuszeichnungChartplatzierungen (Jahr, Titel, Musiklabel, Platzierungen, Wochen, Auszeichnungen, Anmerkungen) | Anmerkungen                             |
| Jahr | Titel Musiklabel                 | DE | AT | UK | US | Country | Anmerkungen                             |
| ---- | -------------------------------- | --- | --- | --- | --- | --- | --------------------------------------- |
| 2016 | Kane Brown RCA Records (Sony)    | — | — | — | US5 ×3Dreifachplatin · (217 Wo.)US | Country1 (317 Wo.)Country | Erstveröffentlichung: 2. Dezember 2016  |
| 2018 | Experiment RCA Records (Sony)    | — | — | — | US1 Platin · (97 Wo.)US | Country1 (118 Wo.)Country | Erstveröffentlichung: 9. November 2018  |
| 2022 | Different Man RCA Records (Sony) | — | — | — | US5 Platin · (55 Wo.)US | Country2 (80 Wo.)Country | Erstveröffentlichung: 9. September 2022 |
| 2025 | The High Road RCA Records (Sony) | — | — | — | US7 (… Wo.)US | Country2 (… Wo.)Country | Erstveröffentlichung: 24. Januar 2025   |